# Евангелие на царица Мълке
Евангелие на царицата Мълке (на арменски: Մլքե թագուհու ավետարան) е най-ранният арменски илюстриран ръкопис със запазена дата на неговото написване.
Създаден е през втората половина на 9 век и традиционно се свързва с името на царица Мълке, съпруга на васпураканския цар Гагик Арцруни. Живописната украса на ръкописа се състои от орнаментални структури (хорани) с послания и таблици на Евсевий, портрети на евангелистите и миниатюрата „Възнесение Господне“ от евангелския цикъл. Ръкописът не принадлежи към нито едно от известните художествени направления или школи на средновековната Армения и в това отношение представлява уникален паметник на арменското живописно изкуство. Ръкописът е в добро състояние, не е фрагментиран, съхранява се в библиотеката на арменските мъхитаристи на остров Сан Лазар във Венеция (идентификатор MS 1144).

## История
Евангелието на царицата Мълке е най-старият запазен ръкопис на средновековна Армения, който има означена дата на неговото написване. Независимо от това в специализираната литература се споменават две различни години на неговото създаване – 862 г. и 851 г.
Предполага се, че ръкописът е създаден в арменското Васпуракан, възникнало при отпора срещу арабските завоеватели. Съществува и алтернативно мнение, основано на анализа на художествените особености на ръкописа, според което евангелието е преписано и илюстрирано във византийската част на Армения, откъдето по-късно е донесено във Васпуракан.
Традиционно названието на ръкописа се свързва с името на царица Мълке, съпруга на цар Гагик Арцруни. Царската двойка подарява евангелието на манастира Вараг, където остава до средата на 14 век. От 1682 г. принадлежи на църквата „Света Богородица“ в Кутаиси, след което се оказва в Ахалцихе. През 1830 г. свещеник Григор Неписян от Ахалцихе подарява евангелието на ордена на мъхитаристите. Оттогава се съхранява в тяхната библиотека за древни ръкописи на остров Сан Лазар в лагуната на Венеция. Ръкописът е с идентификатор MS 1144.

## Описание
Евангелието на царица Мълке е голям пергаментен манускрипт с размери 35 х 29,5 cm. Скъпоценният му обков от злато и перли, в който го съхранява царското семейство Арцруни, днес липсва. Ръкописът е няколкократно реставриран и подвързван, при което листовете са пренареждани, краищата им са подрязвани, номерирането е подновявано. Текстът е написан със староарменския шрифт еркатагир (арменски унциал), няма заставки, първите букви на главите нямат допълнителна украса. Целият живописен цикъл се състои от 11 миниатюри, събрани в тетрадка и наредени в следната последователност: 3 листа с послание на Евсевий, 3 листа с „Каноните на съгласие“ на Евсевий (от 1-ви до 4-ти), композицията „Възнесение Господне“ и портретите на 4-та евангелисти. Ръкописът, макар добре запазен, има липсващи страници – липсва втората част на „Каноните“, а именно 2-та листа с от 5-та до 10-та таблици, отсъстват и другите миниатюри на евангелския цикъл. Според първоначалния колофон ръкописът е имал 466 листа, а съхранилият се ръкопис е с 462 листа. Предполага се, че 4-те липсващи листа са от първата тетрадка с миниатюрите и че 2 от тях са били с таблиците на „Каноните“, а другите 2 с липсващите евангелски сцени.

## Миниатюри
Евангелието на царица Мълке е ръкописен паметник, свързан с късноантичната и раннохристиянската художествена традиция. В контекста на арменското изкуство ръкописът е уникален, тъй като няма близки аналози и не може да се отнесе към никоеот известните художествени направления или школи. Съществува хипотеза, че арменският илюстратор на евангелието е използвал като образец по-ранен ръкопис, създаден не по-късно от 6 век и вероятно доставен в Армения от западните региони на Византия.

### Хорани
Хораните на ръкописа с вписаните в тях послание и таблици на Евсевий са монументални архитектонични структури с богат декор. Изглеждащите като мраморни колони са оцветени, капителите им са позлатени. Те са опора за широки масивни арки, украсени отгоре с цветя, плодовете на нар и птици. Люнетът на арките в два от хораните е запълнен с т.нар. „нилски пейзаж“ (идиличен речен пейзаж) – по повърхността на черната вода плуват златни лодки с прави яркочервени човешки фигури. Около лодките са наредени крокодили, риби и водни птици. В люнетите на другите два хорана на фона на синята вода са изобразени делфини, риби, октоподи и калмари. Темите на тези декори са характерни за късноантичното изкуство и са често срещани в александрийските украси и мозайки. Предполага се, че предмети с александрийската украса биха могли да бъдат занесени във Васпуракан през Сирия.
В миниатюрите на евангелието изследователите намират и елементите на древната ориенталска традиция. Тя се проявява в украсата на друг люнет, където са изобразени два леопарда и растителен мотив, играещ ролята на дървото на живота. Темата на зверове или птици около дървото на живота е много популярна в изкуството на сасанидската Персия и получава широко разпространение в източнохристиянския свят.
- Хоран с послание на Евсевий.
- Хоран с послание на Евсевий.
- Хоран с послание на Евсевий.
- Хоран с таблица на Канон I
- Хоран с таблица на Канон II
- Хоран с таблици на Канони III и IV

### Миниатюра „Възнесение Господне“
Единствената сюжетна композиция на евангелието на царицата Мълке е миниатюрата „Възнесение Господне“. Тя заема една страница, рамката ѝ е без допълнителна украса. Иконографията е традиционна. В горната част Христос, възседнал на трона, олицетворява Небесната църква. Изобразен е в овална мандорла, поддържана от два летящи ангела, от двете му страни стоят архангели. В центъра на долната част е Богородицата, символ на Земната църква, от двете ѝ страни към нея вървят апостолите. Пространството на сцената е организирано строго симетрично чрез разпределение на елементите и фигурите. Колористичното решение служи на същата цел – цветните акценти създават геометрични схеми, които подчертават симетрията на композицията. Фигурите на летящите ангели, образите на архангелите, одеждите на Христос и другите персонажи и редица други особености са в съответствие с традициите на раннохристиянските и късноантичните образци от 6 век.

### Портрети на евангелисти
Портретите на четиримата евангелисти са представени в двата иконографски варианта: Матей и Марк се изобразени седнали, Лука и Йоан са прави. Портретите са групирани по двойки – Матей и Марк, Лука и Йоан – и са разположени върху съседни страници. Портретите на Матей и Марк са обрамчени с нанизи от цветни дискове, имитиращи символично лъчение, което е декоративен мотив с късноантични корени. Рамката на портретите на Лука и Йоан е украсена с растителни гирлянди – декор, разпространен в по-ранните евангелия. Първата двойка евангелисти, Матей и Марк, са обърнати един към друг, пред тях има подставки за книги (аналои). Фонът на портретите на Лука и Йоан е запълнен с елементи, наподобяващи колони. Четирите портрета имат завеси, цветът на които контрастира със светлите одежди на евангелистите. Изключителен факт за арменската иконография е представянето на Матей и Лука с тонзури. Образите на евангелистите приличат по-скоро на античните портрети на философи и оратори, в тях липсва аскетизмът и отстранеността.
Предполага се, че начинът на представянето на евангелистите и на предметите около тях е заимстван от късноантичните образци. Според изследователите, миниатюрите на евангелието на Мълке дават основание да се търси арменски паралел с изкуството на Каролингското възраждане.
- Портрет на Св. Матей
- Портрет на Св. Марк
- Портрет на Св. Лука
- Портрет на Св. Йоан